# Кипарисия (горы)
Кипариси́я (греч. Όρη Κυπαρισσίας), также Эгалеон (Αιγάλεω) — низкий горный хребет в Греции, на юго-западе Пелопоннеса. Высочайшая вершина — 1229 метров. Тянется в западной части Месинии от Кипарисии до Пилоса. Название получил от города Кипарисии на северо-западном склоне.
В древности известен под названием Эгалео (др.-греч. Αιγάλεω). По Страбону древний Пилос находился у подножия Эгалео.